# أحمد القريني
أحمد ناصر عبد الله القريني (14 فبراير 1991) هو لاعب كرة قدم عماني دولي يلعب كظهير أيمن لنادي الشباب.

## مهنة دولية
ظهر لأول مرة مع عُمان في 8 ديسمبر 2012 ضد لبنان في بطولة اتحاد غرب آسيا 2012. ومثل المنتخب الوطني في بطولة اتحاد غرب آسيا 2014.

## روابط خارجية
- أحمد القريني على موقع قاعدة بيانات كرة القدم.إي يو (الإنجليزية)
- أحمد القريني على موقع ناشيونال فوتبول تيمز (الإنجليزية)
- أحمد القريني على موقع Soccerway.com (الإنجليزية)
- أحمد القريني على موقع كووورة